# منطقة مرسية
منطقة مرسية (بالإسبانية: Región de Murcia) منطقة تقع في جنوب شرق إسبانيا، من سبعة عشر مناطق حكم ذاتي في إسبانيا.
عاصمتها هي مدينة مرسية، تنفرد المنطقة بمقاطعة واحدة وهي مرسية.

## الجغرافيا
تقع مرسية في جنوب شرق إسبانيا تحدها من الشمال منطقة قشتالة لا منتشا، ومن الجنوب البحر الأبيض المتوسط، ومن الشرق منطقة بلنسية، ومن الغرب منطقة أندلوسيا.
تبلغ مساحة مرسية 11.313 كم² (تاسع أكبر منطقة من حيث المساحة في إسبانيا).

### الأنهار
أهم أنهار مرسية:
- نهر شقورة (Río Segura)
- نهر أرغوس (Río Argos)
- نهر كيبـار (Río Quípar)
- نهر مـولا (Río Mula)
- نهر غوادالـينتين (Río Guadalentín)
- نهر موراتـايا (Río Moratalla)

## التقسيمات الإدارية
تنقسم منطقة مرسية إلى مقاطعة رئيسية واحدة، وهي:
| المقاطعة | الاسم بالإسبانية | عدد السكان | عدد البلديات |
| -------- | ---------------- | ---------- | ------------ |
| مرسية    | Murcia           | 1.470.069  | 45           |